# サテライトみぞべ
サテライトみぞべは、鹿児島県霧島市にある競輪場外車券売場である。
本項では施設内に併設されているオートレース専用場外車券売場のオートレースみぞべについても記述する。

## サテライトみぞべ
サテライトみぞべは2004年にオープンした。管理施行者である武雄競輪場の全開催と、全ての特別競輪・記念競輪が発売され、他にも一部の場やナイター競輪なども発売されている。

## オートレースみぞべ
オートレースみぞべはサテライトの施設内に2014年8月13日オープンする。飯塚オートレース場を中心として全国のレースを発売する。

## 施設
- 延床面積3603.73平方メートル
- 鉄筋2階建て
- 収容人数840人
  - 1階一般席547
  - 2階特別観覧席130
  - 2階ロイヤル席30

## アクセス
鹿児島県道40号伊集院蒲生溝辺線沿い。自家用車またはタクシーのみ。